# Jean Mascolo
Pour les articles homonymes, voir Mascolo.
Jean Mascolo, dit Outa, né le 30 juin 1947 à Paris, est un photographe de plateau, réalisateur et éditeur français.

## Parcours
Il est le fils de Marguerite Duras et de Dionys Mascolo.
Élève au Collège Cévenol (1958-1965), il abandonne sa scolarité juste avant le bac, pour suivre le tournage de Paris brûle-t-il, de René Clément.
Dès 1966, en participant à la réalisation de La Musica de Marguerite Duras, et jusqu’en 1984, il est le photographe, l’assistant réalisateur de la plupart des films de sa mère, et également le coauteur et le coréalisateur avec Jean-Marc Turine du film Les Enfants.
En 1981, il publie Duras filme, première vidéo coréalisée et autoproduite avec Jérôme Beaujour. En 1984, il réalise, toujours avec Jérôme Beaujour, pour le compte du Ministère des Relations extérieures, les 5 postfaces (d’une heure chacune) de l’édition vidéographique critique des œuvres cinématographiques de Marguerite Duras.
En 1982, il a été filmé par Gérard Courant pour sa série Cinématon. Il est le numéro 230 de cette anthologie cinématographique.
Il a coréalisé plusieurs documentaires avec Jean-Marc Turine, consacrés notamment à Robert Antelme et au groupe de la rue Saint-Benoît.
Il est le fondateur des Éditions Benoît Jacob, maison d’édition consacrée principalement à Marguerite Duras (textes, films, enregistrements). Par ailleurs, il est un des présidents d’honneur du Prix Marguerite-Duras.
En 1999, une polémique l'oppose à Yann Andréa, dernier compagnon de Marguerite Duras et exécuteur littéraire de cette dernière lorsque Jean Mascolo tente de publier La Cuisine de Marguerite, un recueil de recettes de cuisine de sa mère. L'ouvrage est finalement interdit à la demande de Yann Andréa,.

## Filmographie

### Comme réalisateur
- Duras filme, en collaboration avec Jérôme Beaujour (1981)
- La Couleur des mots (1984)
- Les Enfants (1985)
- Autour du groupe de la rue Saint-Benoit de 1942 à 1964, avec Jean-Marc Turine.
- Robert Antelme, l'espèce humaine, avec Jean-Marc Turine.

### Autres contributions
- Nathalie Granger (1972)
- La Femme du Gange (1974) (cinématographie)
- India Song (1975) (photographe, également second assistant réalisateur)
- L'Adultère ou Les Plages de l'Atlantique (Baxter, Vera Baxter 1977) (photographe)
- Le Camion (1977) (photographe)